# Carl Albert Leopold von Stengel

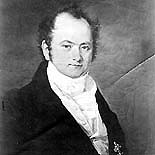
Carl Albert Leopold von Stengel

Freiherr Carl Albert Leopold von Stengel (* 27. Oktober 1784 auf Schloss Biederstein bei München; † 5. Dezember 1865 in München) war ein deutscher Jurist und hoher bayerischer Verwaltungsbeamter aus dem kurpfälzisch-bayerischen Adelsgeschlecht der Herren von Stengel.

## Leben
Er wurde als Sohn des bayerischen Staatsrates und Finanzfachmannes Stephan von Stengel und dessen Ehefrau Marianne von Blesen, auf Schloss Biederstein geboren. Beide Eltern stammten aus Mannheim, der Vater hatte eine hohe Stellung bei Hofe; verschiedene Historiker halten ihn sogar für einen illegitimen Sohn von Kurfürst Karl Theodor. Sein Bruder war der Ministerialbeamte Georg von Stengel.
Carl Albert Leopold von Stengel erhielt ab 1786 Privatunterricht durch den Priester Simon Schmid, einem Mit-Erfinder der Lithographie besuchte dann das Gymnasium in München und studierte schließlich Kameral- und Rechtswissenschaft in Landshut bzw. Würzburg.
1807 trat er in die bayerische Verwaltungslaufbahn ein, 1816 wurde er Regierungsrat in Speyer.
Unter dem pfälzischen Regierungspräsidenten Joseph von Stichaner (1769–1856) fungierte Stengel ab 1817 als dessen engster Berater, sowie Beauftragter in Kirchenfragen. Am 12. Oktober 1817 erhielt er den Verdienstorden der Bayerischen Krone, im gleichen Jahr verheiratete sich der Beamte mit Julie von Meyer aus Frankfurt am Main, Tochter des späteren Frankfurter Bürgermeisters, Appellationsgerichtspräsidenten und Abgeordneten im Bundestag des Deutschen Bundes, Johann Friedrich von Meyer. Nach Stichaners Versetzung amtierte Stengel selbst von 1832 bis 1837 als Generalkommissär des Rheinkreises (Regierungspräsident der Pfalz). Über die Art und Weise seiner dortigen Verwaltungstätigkeit äußerte er:

„Nicht ein Bogen Papier soll zwischen mir und den Unterthanen meines Königs liegen und damit ich den Mann recht erkenne, nehm' ich ihn auf meine Fährten, in's Examen, ohne daß er's merkt. Für seine Angelegenheit zu reden, kommt er, mehr oder weniger vorbereitet. Damit ich auch erfahre, weß Geistes er ist, mit wem ich verhandle, dehne ich mich fragend und explizirend aus; so zieht mir jeder die Larve selber ab, die er vielleicht vorgenommen hatte: so erfahre ich Vieles, was auch Andern zu Gute kommt; ich profitiere vom Ehrenmann, vom Schelm und vom Schalke. Allwissend ist kein Präsident; darum übe er seine Spürkraft.“

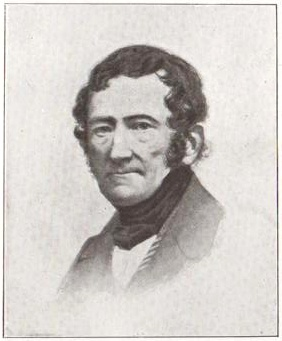
Foto um 1850

Am 22. November 1837 avancierte er zum außerordentlichen bayerischen Gesandten und Minister bei der schweizerischen Eidgenossenschaft in Bern. 1839 wurde Freiherr von Stengel Regierungspräsident von Schwaben in Augsburg, 1840 erhielt er das Komturkreuz des bayerischen St. Michaelsordens, 1843 beförderte man ihn zum Präsidenten des Appellationsgerichtshofes in Neuburg an der Donau. Als solcher trat er am 25. Februar 1854 in den Ruhestand und übersiedelte nach München, wo er 1865 starb.

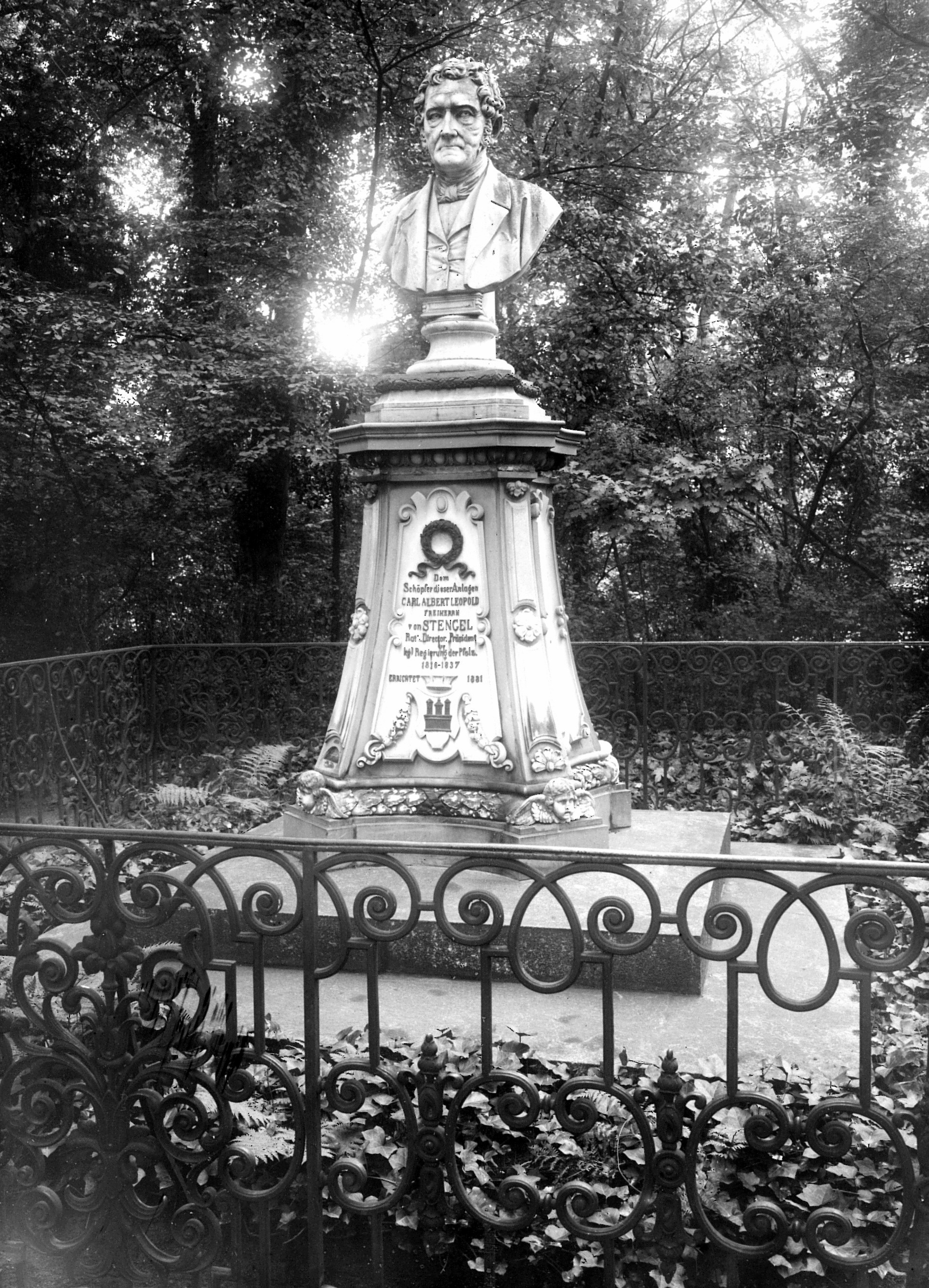
Das 1881 posthum im Speyerer Domgarten für den vormaligen Regierungsdirektor und Regierungspräsidenten des Rheinkreises Carl Albert Leopold von Stengel errichtete Denkmal galt besonders dem Initiator der Gartenanlage rund um den Kaiserdom. Während der Domgarten nach wie vor als Englischer Landschaftsgarten existiert, gibt es das Denkmal für von Stengel nicht mehr. Die genauen Umstände des Verlustes sind nicht bekannt. Es soll kurz nach dem Ende des Zweiten Weltkrieges um 1945/46 zerstört worden sein.

Die Stadt Speyer ernannte Carl Albert Leopold von Stengel wegen seiner vielfältigen Verdienste, besonders um den Domgarten und die Wiedererrichtung des Bistums Speyer, mit Datum vom 23. Dezember 1837 zum Ehrenbürger. 1881 wurde ihm zu Ehren im Speyerer Domgarten ein Denkmal errichtet.
Die Stadt Augsburg ernannte Carl Albert Leopold von Stengel am 3. Juli 1841 zum Ehrenbürger.
Der Pfälzische Pfarrer und Heimatdichter Georg Friedrich Blaul war zeitweise als Hauslehrer der Kinder von Carl Albert Leopold von Stengel tätig.
Hermann von Stengel, später Staatssekretär im Reichsschatzamt, war der Sohn von Carl Albert Leopold von Stengel und seiner Frau Julie von Meyer.
Zur Familie siehe auch: Die Herren von Stengel